# Bez łez
"Bez łez" är en singel av den polska sångerskan Ewa Farna. Den släpptes i april 2011 som den andra singeln från hennes tredje polska studioalbum Ewakuacja.

## Listplaceringar
| Lista (2011) | Topplacering |
| ------------ | ------------ |
| Polen        | 2            |